# Étienne Martellange

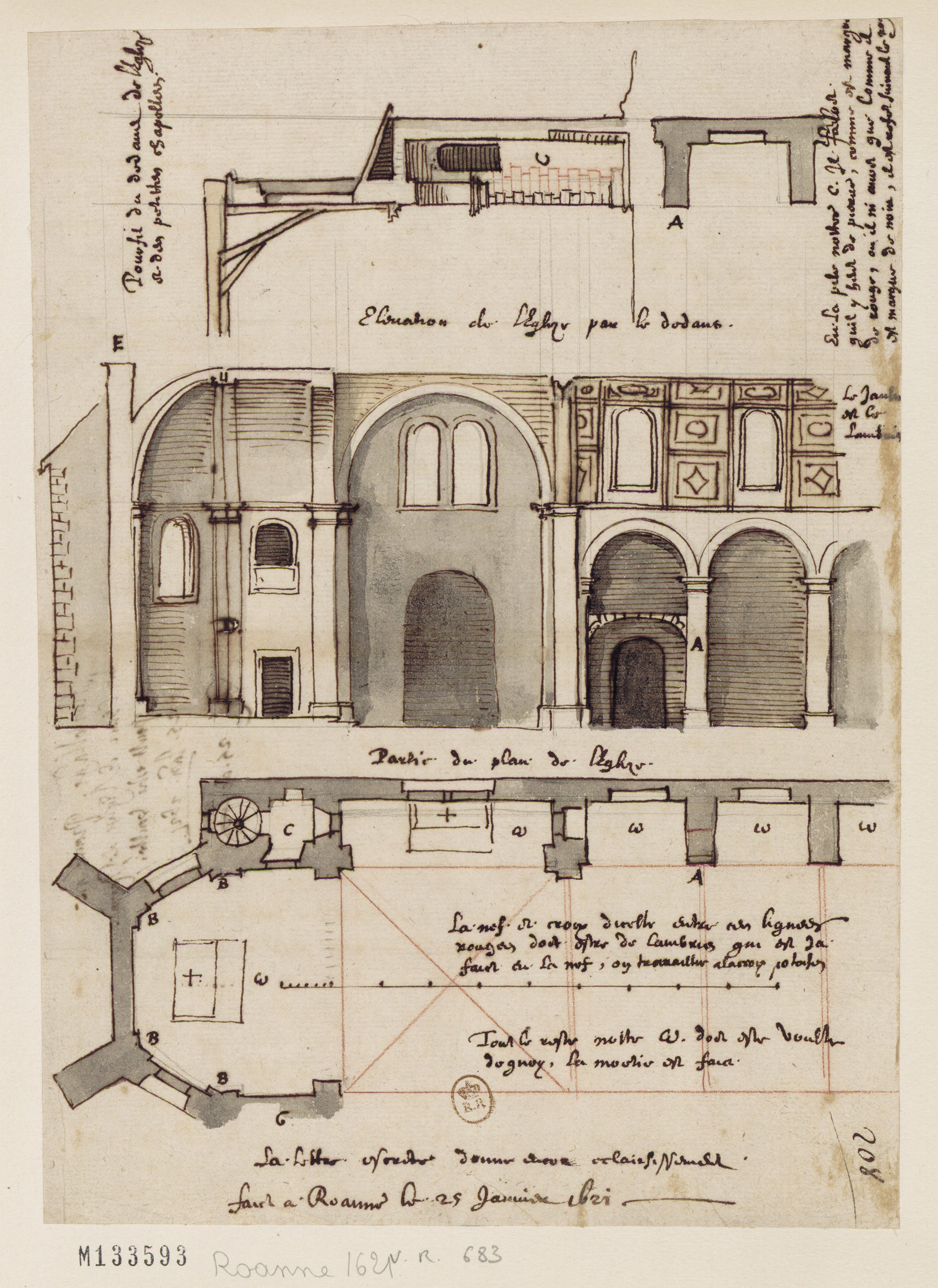
Dibujo arquitectónico de la iglesia que formó parte de la escuela jesuita en Roanne. La iglesia es ahora la Chapelle Saint-Michel.

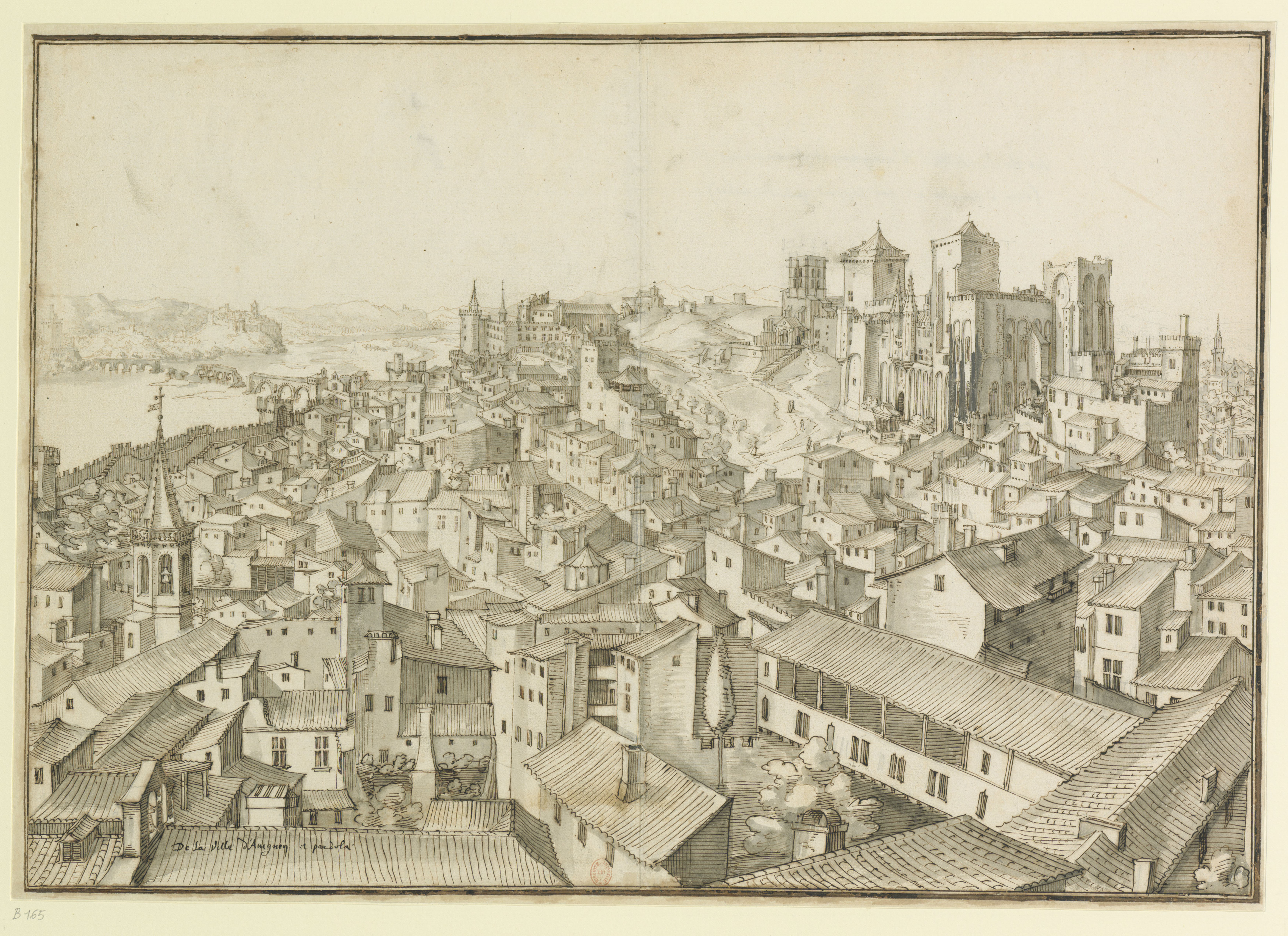
Vista de Aviñón que muestra el Palacio de los Papas y el Puente de Aviñón.

Étienne Martellange (Lyon, 22 de diciembre de 1569 - París, 3 de octubre de 1641) fue un arquitecto jesuita francés y dibujante. Viajó mucho por Francia como arquitecto itinerante para la Orden de los jesuitas y diseñó más de 25 edificios, mayoritariamente escuelas, capillas o iglesias asociadas a la orden. Sus edificios reflejan el estilo barroco de la Contrarreforma e incluyen la Capilla de la Trinidad en Lyon y la iglesia de Saint-Paul-Saint-Louis en París. En el curso de los viajes que hizo, casi 200 dibujos detallados a pluma que representan vistas de ciudades, edificios y monumentos. Estos cuadros han sobrevivido y proporcionado un registro histórico importante de las ciudades francesas en el primer tercio del siglo XVII.

## Biografía
Martellange nació en Lyon el 22 de diciembre de 1569. Su padre, también llamado Étienne Martellange, fue un pintor muy conocido en la ciudad. Martellange tuvo dos hermanos, Bernoît y Olivier, que ambos se volvieron jesuitas también. Casi nada se sabe sobre sus primeros años. A pesar de que se creía que pudo haber pasado algún tiempo en Roma, ahora se considera poco probable. Se unió a la orden de los jesuitas en Aviñón el 24 de febrero de 1590, cuando tenía 21 años, volviéndose "coadjutor temporal" en Chambéry el 29 de marzo de 1603. La primera vez que se menciona a Martellange como arquitecto fue en 1603. Antes de esa fecha, aparecía como artista.
Los jesuitas se establecieron en Francia en los años 1560 pero fueron temporalmente suprimidos en 1595 después del intento de asesinato de Enrique IV por Jean Châtel. El edicto de Ruan emitido por el rey en 1603 autorizó a los jesuitas regresar y entonces se empezó un período muy activo de expansión. A partir de 1604 Martellange viajó por Francia trabajando como un arquitecto itinerante y organizando la construcción de escuelas jesuitas y noviciados. Para cada proyecto de construcción envió planos de apoyo a la sede de los jesuitas en Roma, donde fueron examinados por el arquitecto en jefe. Cada proyecto también debía ser aprobado por el superior general. Martellange además enviaba progresivamente informes y estimaciones del coste de las obras de construcción. Parte de esta correspondencia ha sobrevivido, incluyendo 65 planos y una serie de cartas. En el transcurso de sus viajes Martellange también dibujó imágenes de edificios y monumentos locales. Estos esbozos muy detallados a pluma se han conservado y proporcionan un registro histórico valioso.
Alrededor de 1637 se retiró al noviciado de París que él mismo diseñó. Murió allí el 3 de octubre de 1641.
La Biblioteca Nacional de Francia en París tiene una colección de  65 dibujos arquitectónicos y 176 dibujos de paisaje de Martellange. Diez cartas de Martellange que originalmente acompañaban los dibujos de arquitectura, son ahora resguardados en la Biblioteca Nacional de Malta. El Museo Ashmolean en Oxford cuenta con otros 16 dibujos de paisaje.

## Obras como arquitecto
Martellange participó en el diseño y construcción de más de 25 edificios jesuitas en Francia. La mayoría fueron escuelas con sus respectivas capillas, y también trabajó en noviciados (escuelas de formación para jesuitas) en Lyon y París así como una casa profesa en París. Empezó en 1604 con el colegio jesuita en Sisteron y por los primeros años trabajó en proyectos en la región de Lyon pero después de 1610 viajó más ampliamente.
Sus edificios supervivientes incluyen:
- Capilla del colegio jesuita en Le Puy-en-Velay, hoy es la Iglesia Saint-George o la Iglesia du Collège.[18][19][20]
- Colegio des Godrans en Dijon, hoy la biblioteca municipal. Martellange probablemente sólo tenía un papel de supervisión.[21][22][23]
- Colegio de la Trinité en Lyon ahora es parte del Collège-lycée Ampère.[24][25][26] La Capilla de la Trinité fue consagrado en 1622. Ha sido restaurada y ahora es utilizada como sede de conciertos y exposiciones.[27]
- Colegio en Roanne, hoy es el  Lycée Jean-Puy y la Capilla Saint-Michel. Esta escuela la ocupó Martellange entre 1610 y 1621. La obra está bien documentada; la Biblioteca Nacional tiene cuatro planos y también cinco dibujos de registro de construcción.[28][29][8]
- Colegio Sainte-Marie en Bourges, hoy es parte de la Escuela nacional superior de arte.[21][30][31]
- Colegio Enrique IV en la comuna de La Flèche, hoy es parte del Pritaneo Nacional Militar y su iglesia de Saint-Louis.[21][32][33]
- Capilla Saint-Thomas de la escuela en Rennes, hoy es la Iglesia Toussaints.[34][35]
- Capilla Saint-Louis del colegio jesuita en Blois, hoy es la Iglesia Saint-Vincent-de-Paul.[34][36]
- Capilla del colegio jesuita en Aviñón, hoy es el Musée lapidaire.[37][38]  El museo alberga parte de la colección de la Fundación Calvet. Martellange realizó los dibujos iniciales y supervisó el inicio de la construcción en 1620. Ocho años más tarde, el proyecto fue asumido por el arquitecto aviñonés François de Royers de la Valfenière.[39]
- Iglesia Saint-Louis en París, hoy es la Iglesia de San Pablo-San Luis de París. Esta fue una colaboración entre Martellange quien dibujó los planos iniciales y otro arquitecto jesuita, François Derand, quien fue el responsable del diseño de la fachada.[40][41][42]

## Otras lecturas
- Wikimedia Commons alberga una categoría multimedia sobre Étienne Martellange.
- Bouchot, Henri (1886). «Catalogue des dessins d'Étienne Martellange, architecte des jésuites (1605-1634), précédemment attribués à François Stella, conservés au Cabintet des estampes de la Bibliothèque nationale». Bibliothèque de l'école des chartes (en francés) 47: 208-225. doi:10.3406/bec.1886.447442.
- Cariel, Rémi; Sénard, Adriana, eds. (2013). «En passant par la Bourgogne... : Dessins d'Etienne Martellange, un architecture itinérant au temps de Henri IV et de Louis XIII». Gourcuff Gradenigo (Exhibition Catalogue, Musée Magnin, Dijon) (en francés) (Montreuil, France). ISBN 978-2-35340-162-8.
- Deschamps, Marie-Laure (1985). Saint-Paul, Saint-Louis: les Jésuites à Paris (en francés), catálogo para una exhibición en el Museo Carnavalet, 12 de marzo – 2 de junio de 1985. París: Musées de la Ville de Paris. ISBN 9782901414124. Listings en WorldCat.
- Dezallier d'Argenville, Antoine-Nicolas (1787). Etienne Ange Martel. «Vies des fameux architectes depuis la renaissance des arts : avec la description de leurs ouvrages. Volume 1». Debure l'aîné (en francés) (París). pp. 333-335.
- Moisy, Pierre (1958). Les églises des Jésuites de l'ancienne assistance de France (en francés). Roma: Institutum historicum. Listings en WorldCat.
- Vallery-Radot, Jean (1960). «Le recueil de plans d'édifices de la Compagnie de Jésus conservé à la Bibliothèque nationale de Paris, suivi de l'inventaire du recueil de Quimper». Institutum Historicum S I. (en francés) (Roma). OCLC 354910.

- Datos: Q3592270
- Multimedia: Étienne Martellange / Q3592270